# 胡瑛 (成化進士)
胡瑛（15世紀—16世紀），字德光，浙江金華府永康縣人，明朝政治人物。

## 生平
胡瑛是成化十三年（1477年）舉人，成化二十年（1484年）成進士，獲授大理寺右評事，陞左寺副、左寺正，奉命到江西審訊，釋放死囚數十人，監獄沒有冤屈。
之後胡瑛出任建寧同知，汀州饑荒時人民聚眾剽掠，他奉命撫循，掠奪者哭著謝罪離去，朝廷以平定流寇有功，在正德三年（1508年）陞為廣西蒼梧道僉事，陞廣西蒼梧道僉事，五年（1510年）再陞山東巡海副使，一年後因母親年老請求退休，居家授徒二十餘年，以孝友著名，雍正八年（1730年）入祀忠義祠。

## 引用
1. 1 2  光緒《永康縣志·卷七·人物》：胡瑛，字德光，成化甲辰進士，授大理寺右評事，厯陞左寺副、左寺正，奉差江西審錄，出死囚數十人，獄無冤抑。值汀州歲荒，饑民萬餘相聚剽掠，瑛奉命以單騎往撫循剴切，聞者感泣咸謝罪去，朝廷以安寇功陞廣西蒼梧道僉事，隨陞山東按察巡海副使。歲週因母老乞歸，行李蕭然，居家授徒以供甘旨二十餘年，孝友著聞，為鄉閭矜式，雍正八年崇祀忠義祠。
2. ↑  光緒《永康縣志·卷六·選舉》：成化十三年丁酉科（舉人） 胡瑛 見進士
3. ↑  《明武宗毅皇帝實錄·卷四十四》：（正德三年十一月壬子）陞建寧府同知胡瑛、池州府同知劉宗儒、撫州府同知曹暠為按察司僉事，瑛廣西、宗儒山西、暠雲南。
4. ↑  《明武宗毅皇帝實錄·卷六十九》：（正德五年十一月）己巳陞南京戶部署郎中事員外郎姚昊為陝西布政司右參議，廣西按察司僉事胡瑛為山東按察司副使，平陽府同知于茂為陝西僉事。